# Región de Selandia
La Región de Selandia (en danés: Region Sjælland) es una región administrativa de Dinamarca, establecida el 1 de enero de 2007 por la reforma municipal danesa, que sustituyó la anterior división administrativa en distritos (amter) por cinco grandes regiones.
Cubre casi la totalidad de la isla de Selandia, a excepción de la zona en los alrededores de la capital del país, Copenhague, pertenecientes a la Región Capital. También abarca las islas de Lolandia, Falster, Møn y los islotes circundantes. La capital de la región de Selandia es la ciudad de Sorø y su principal ciudad es Roskilde.
La Región de Selandia se formó a partir de los antiguos distritos de Roskilde, Storstrøm y Selandia Occidental.

## Municipios
Con la reforma administrativa también se cambiaron los límites de los municipios, englobando desde entonces un mayor número de localidades cada uno de ellos. La Región de Selandia quedó dividida en un total de 17 municipios:
| - Faxe - Greve - Guldborgsund - Holbæk - Kalundborg - Køge - Lejre - Lolland - Næstved - Odsherred - Ringsted - Roskilde - Slagelse - Solrød - Sorø - Stevns - Vordingborg | Mapa de municipios de Sjælland. |